# 유럽 의회 의원
유럽 의회 의원(Member of the European Parliament, MEP)은 유럽 의회에서 유럽연합의 시민들을 대표하는 대표자로서 활동하기 위해 선거를 통해 선출된 자를 뜻한다.
유럽 의회 (당시 명칭은 유럽 석탄 철강 공동체 공통 의회)가 1952년에 처음 개최되었을 때, 의원은 ECSC 정부가 이미 자국 의회에 현역 의원 중에서 직접 임명했다. 그러나 1979년 이후로는 5년마다 직접 보통선거로 유럽의회 의원이 선출되었다. 유럽 연합 회원국은 MEP를 선출하기 위한 자체 방식을 수립하며 일부 국가에서는 시간이 지나면서 변경되었다. 그러나 선택된 시스템은 비례대표제 형태여야 한다. 일부 회원국은 단일 국가 선거구를 대표하는 MEP를 선출하고, 다른 회원국은 선거를 위해 국가의 지방에 의석을 분배한다.
새로운 국가가 유럽 연합 가입을 추진할 때 투표권이 없는 선거 참관단 인원들이 있을 수도 있다.

## 선거
동유럽 국가인 루마니아와 불가리아가 EU에 가입한 2007년 1월 1일 당시 유럽의회의원은 785명이었지만 2009년 선거에서는 그 수가 736명으로 감소하였다. 2014년 5월에 실시된 선거 이후로 그 수는 751명으로 증가했다. 2020년 1월 영국이 브렉시트로 인해 유럽연합에서 탈퇴한 이후 회원국 수는 705명으로 줄었고, 현재 각 회원국은 최소 6명, 최대 96명의 MEP를 보유하고 있다. 2024년 선거부터 의원 수는 720명이 될 예정이다.
유럽 의회 선거는 보통선거권을 기초로 5년마다 실시된다. 유럽 의회 의원선거에는 통일된 선거 제도가 존재하지 않는다. 대신 각 회원국은 세 가지 제한 사항에 따라 자체 시스템을 자유롭게 선택할 수 있다.
- 이 제도는 정당 명부식 비례대표제 또는 단기 이양식 투표제에 따른 비례대표제 형태을 따라야 한다.
- 투표 제도의 비례성에 일반적으로 영향을 미치지 않는 경우, 이에 한하여 선거 구역을 세분할 수 있다.
- 국가 차원의 모든 선거 임계치는 5%를 초과할 수 없다.

각 회원국에 의석을 할당하는 것은 비례성의 원칙(Degressive proportionality)에 기초한다. 즉, 각 국가의 인구 규모를 고려하더라도 인구 규모가 작은 국가는 총인구에 비례하는 것보다 더 많은 더 MEP를 선출한다. 각 회원국에 부여된 MEP의 수는 조약 협상을 통해 결정되므로 의석 배분에 대한 정확한 제도는 없다. 단, 유럽연합 회원국 국가들의 정부의 만장일치의 동의 없이는 이러한 구성을 변경할 수 없다.

### 임기
유럽 의회는 일부 국가 의회에 비해 의원 교체율이 높다. 최근의 모든 선거에서 선출된 의원의 절반 이상이 재선 의원이 아니었다. 이러한 경향을 보이는 가운데, 엘마 브록(Elmar Brok)은 1980년 첫 선거부터 2019년까지 가장 길며 연속적인 의원 임기를 지냈다(39년).

## 의회 내 MEP

MEP는 몇몇 무소속 의원(이들은 특정 정치그룹에 가입하지 않거나, 또는 어떤 정치그룹도 이들을 원하지 않을 경우에 해당된다.)을 제외하고는 정치 그룹을 조직한다. 두 개의 가장 큰 그룹은 유럽 인민당 그룹 (EPP 그룹)과 사회민주당 (S&D)이다. 이 두 그룹은 오랜 기간 의회를 장악해 왔고, 꾸준히 40~70%의 의석을 함께 차지해왔다. 어떤 단일 그룹도 의회에서 다수당의 지위를 얻은 적은 없다. 국가 정당의 광범위한 연합의 결과로 인하, 유럽 그룹 정당은 분권화되어 있다. 따라서 EU 국가 대부분과 같은 단일 국가보다는, 독일이나 미국과 같은 연방 국가의 정당과 더 많은 유사한 점들을 갖는다. 그러나 2004년과 2009년 간 유럽 정치그룹은 실제로 미국 그룹보다 더욱 강한 단결력을 보여줬다.
각 의원은 그룹을 통해 일하는 것 외에도, 의회 내에서 여러 가지 개별적인 권한과 권리를 보장 받으며, 그것들은 다음과 같다.
- 모든 법안, 유럽연합 예산 및 의회에 제출된 모든 기타 항목에 대해 투표할 권리.
- 결의안을 제출할 권리
- 유럽연합 이사회, 집행위원회, 의회의 수장에게 질문할 권리
- 위원회 또는 (다른 사람들과 공동으로) 본회의에서 모든 의사록에 대한 수정안을 제출할 권리
- 투표에 대한 설명을 할 권리
- 질서에 대한 문제를 제기할 권리
- 문제의 불허를 신청할 권리

## 의원의 직무
8월을 제외하고, 1년 중 매달 의회는 프랑스 북동부의 스트라스부르시에서 4일간의 본회의를 개최한다. 나머지 기간 동안은 벨기에 수도 브뤼셀의 본부에서 근무하며, 각각 2일씩 총 6차례의 보충 본회의가 열리고 의회 위원회, 정치 그룹 및 기타 기관도 주로 이곳에서 회의를 갖는다. 1992년 스코틀랜드 에든버러에서 열린 유럽 이사회 회의에서 EU회원국 정부는 매달 1주일을 스트라스부르에서 근무해야 하는 의무를 의회에 부과하는데 합의하여 오늘에 이르게 된다.

## 예산 및 특권
2023년 예산에 따르면 유럽 의회의 총 비용은 연간 약 22억 4,700만 유로이며, 이 중 번역 및 통역 비용과 스트라스부르, 브뤼셀에 있는 건물 비용은 각기 프랑스와 벨기에의 의회가 부담하지 않는 상당하고 추가적인 예산 부담이다.

### 봉급
2009년까지 유럽의회(EP) 의원들(MEPs)은 (본인들의 회원국에서) 정확히 본국의 의회 하원 의원과 같은 급여를 받았다. 그 결과, 유럽 의회에서는 급여 범위가 매우 넓어지게 된다. 일례로, 2002년에 이탈리아 출신 의원의 연봉은 130,000유로였지만 스페인 출신 의원의 MEP의 연봉은 그 4분의 1도 안 되는 32,000유로에 불과했다.
그러나 2005년 7월, 의회의 제안에 따라 의회는 모든 의원들에 적용되는 단일 법률에 합의했다. 이러한 단일 법률에 따라서, 2009년 선거 이후 모든 의원들은 유럽 사법 재판소 판사의 38.5%에 해당하는 세전 월급을 수령한다. 2019년 7월 1일 현재 월급은 €8,932.86 이고 연봉은 €107,000가 조금 넘는다. 의원들은 또한 월 €4,563 의 일반 지출 수당을 받는다.
이 단일 법안은 일부 EU 회원국(예: 이탈리아, 독일, 오스트리아)의 MEP에게는 급여를 삭감하고, 다른 회원국(예:특히 저임금의 동유럽 회원국들)에게는 급여를 인상하며, 영국 출신 MEP에게는 2020년 1월까지 현재 수준을 유지하는 내용을 담고 있다(유로-파운드 환율에 따라 다르게 적용된다). 그외에도, 기존에 많은 비판을 받았던 경비 조치도 부분적으로 개혁되었다.

### 재정적 이해관계
회원들은 이해 충돌을 방지하기 위해 자신의 재산을 공개한다. 이러한 선언문은 장부에 기록되며, 인터넷에서 찾을 수 있다. 또한 선출직 공무원은 회사 이사회, 협회, 공공기관(선출되기 전 3년 동안의 회원 자격 포함)의 회원 자격을 나열하여 사적 이해관계를 자세히 공개해야 한다. 또한 로비스트와 제3국 정부 대표와의 모든 회의 내용을 온라인에 공개해야 한다. 그리고 150유로 미만의 예물 외에는 그 어떠한 선물을 받을 수 없다. 총 외부 소득이 €5000을 초과하는 경우 모든 외부 소득원도 신고해야 한다.

### 면제
유럽연합의 특권 및 면제에 관한 의정서에 따라, 자국의 MEP는 자국 의원과 동일한 면제를 받는다. 다른 회원국에서는 MEP가 범죄를 저지르는 현장에서 적발되는 경우를 제외하고는 구금 및 법적 절차에서 면제된다. 이러한 면책은 해당 회원국의 정부가 유럽 의회에 신청하여 포기할 수 있다.

## 개별적인 의원들

### 의원의 경력
약 3분의 1의 수의 유럽 의회 의원들이 이전에 각 국가의 의회 의원직을 역임한 적이 있으며, 10% 이상이 국가 차원에서 장관직을 수행한 경험이 있다. 일반적으로 전직 총리와 전직 유럽 위원회 위원 또한 여러 명 있다. 다른 많은 MEP들은 자기 주에서 지역 또는 지방 차원에서 직책을 맡은 경력을 갖고 있다.
현직 MEP에는 전직 판사, 노동조합 위원장, 언론인들, 배우, 군인, 가수, 운동선수, 정치 운동가 등이 포함된다.
퇴임하는 MEP 중 다수는 다른 정치적 직책으로 이직한다. 회원국의 여러 대통령, 총리 또는 부총리는 전직 MEP 출신으로, 프랑스의 전 대통령 니콜라 사르코지, 프랑수아 올랑드, 자크 시라크, 프랑수아 미테랑, 영국의 전 부총리 닉 클레그, 이탈리아의 현 총리 조르지아 멜로니, 덴마크의 전 총리 헬레 토르닝-슈미트, 벨기에의 전 총리 엘리오 디 루포 등이 대표적인 인물들이다.

### 이중 위임
한 개인이 국가 의회와 유럽 의회의 의원을 모두 맡는 이중 위임 제도는 점점 더 많은 정당과 회원국에서 공식적으로 반대를 표명했으며, 2009년부터 금지되었다. 2004~2009년 의회에서는 소수의 의원이 여전히 이중 임기를 맡았다. 북아일랜드 출신 이언 페이즐리와 아일랜드 출신 존 흄은 한때 MEP, 영국하원 의원, 북아일랜드 의회 의원이라는 삼중 임기를 동시에 맡았다.

### 젠더
EU의 정치 및 공공 생활은 물론 각국 의회, 정부 및 지방 의회에서도 여성은 일반적으로 과소 대표된다. 1979년 첫 번째 유럽 의회 선거 이후 EU 의회에서 여성의 비율은 15.2%에서 2019년 유럽 의회 선거 이후 41%로 증가했다. 성 평등에 도달하려면 여성이 50%의 의석과 권력 직책을 보유해야 한다. 그러나 유럽 성 평등 연구소가 설정한 목표에 따르면 40~60%의 비율은 허용되는 것으로 간주된다.
2014년 유럽 의회 선거 이후 28개국 중 11개국이 선출된 후보자 할당량에서 이 목표를 달성했다. 9개 EU 국가에서는 여성 대표성을 촉진하기 위한 제도가 있었지만, 이들 중 여성이 선출된 후보자의 40%를 넘은 나라는 4개국 뿐이었다. 반면, 8개국에서는 그러한 시스템이 없는 상황에서도 이 목표가 달성했다. 유럽 의회 산하 여성권리 및 성평등 위원회는 성별 균형 측면에서 선거 결과를 조사하는 연구를 요청했다. EU 기관들은 다음 의회에서 보다 나은 성평등(최소 40%) 또는 성평등(50%)을 달성하는 방법과 다른 기관의 다른 고위직에 대해 초점을 맞춰왔다.
2019년 선거에서 308명의 여성 MEP가 당선되었다(41%). 스웨덴이 55%로 가장 높은 비율의 여성 MEP를 선출했다. 전체적으로 13개국이 45~55%의 여성 MEP를 선출했으며, 7개국이 정확히 50%에 도달했다. 반면 키프로스는 0명의 여성 의원을 선출했으며 슬로바키아는 15%만 선출했다. 루마니아, 그리스, 리투아니아, 불가리아 등 다른 동유럽 국가들은 모두 30% 미만의 여성 MEP를 선출했다. 8개 회원국은 2019년에 2014년보다 더 적은 수의 여성을 선출했다. 몰타, 키프로스, 에스토니아는 17% 포인트 하락하며 EU 의회에서 가장 많은 여성 의원을 잃었고 슬로바키아는 16% 하락했다. 그러나 몰타는 이런 하락세에도 불구하고 2019년에도 여전히 50%의 여성을 선출했다. 키프로스는 2014년 17%에서 당해 여성 의원을 선출하지 않았고 에스토니아는 50%에서 33%로 떨어졌다. 헝가리, 리투아니아, 룩셈부르크가 2014년과 비교했을 때 가장 큰 폭으로 상승했으며(각각 19%, 18%, 17% 포인트) 슬로베니아와 라트비아가 그 뒤를 이어 여성 MEP 비율을 13% 포인트 늘렸다. 룩셈부르크, 슬로베니아, 라트비아는 모두 50%의 여성 MEP를 선출했다.

### 연령대
2019년 현재 최연소 MEP는 덴마크의 키라 마리 피터-한센으로, 2019년 7월 회기 시작 당시 21세였으며 역대 최연소 유럽의회 의원이다. 역대 최고령 MEP는 2014년 당선 당시 92세였던 마놀리스 글레조스였다.

## 비국민의 선거
유럽 시민은 거주하고 있는 회원국에서 선거에 출마할 자격을 갖게 되며, (해당 회원국의 거주 요건을 충족해야 한다) 해당 국가의 국민일 필요는 없다. 다음 시민들은 출신 국가가 아닌 다른 주에서 선출되었다.
| 이름                    | 연도(최초 선거) | 국적     | 선거 국가 | 정당        |
| ----------------------- | --------------- | -------- | --------- | ----------- |
| 크리스틴 크로울리       | 1984            | 아일랜드 | 영국      | 유럽 사회당 |
| 아니타 폴록             | 1989            | 호주     | 영국      | 유럽 사회당 |
| 모리스 뒤베르제         | 1989            | 프랑스   | 이탈리아  | GUE         |
| 윌미야 짐머만           | 1994            | 네덜란드 | 독일      | 유럽 사회당 |
| 올리비에 드퓌           | 1994            | 벨기에   | 이탈리아  | 극우        |
| 다니엘 콘-벤딧          | 1999            | 독일     | 프랑스    | 유럽 녹색당 |
| 모니카 프라소니         | 1999            | 이탈리아 | 벨기에    | 유럽 녹색당 |
| 미켈 마욜 이 라이날     | 2001            | 프랑스   | 스페인    | 유럽 녹색당 |
| 베어버 드 브룬          | 2004            | 아일랜드 | 영국      | 유럽 좌파당 |
| 빌렘 슈트               | 2004            | 네덜란드 | 독일      | 진보        |
| 다니엘 스트로즈         | 2004            | 독일     | 체        | GUE         |
| 아리 바타넨             | 2004            | 핀란드   | 프랑스    | 유럽 국민당 |
| 더크 얀 에핑크          | 2009            | 네덜란드 | 벨기에    | ECR         |
| 마르타 안드레아센       | 2009            | 스페인   | 영국      | EFD         |
| 아나 마리아 코라자 빌트 | 2009            | 이탈리아 | 스웨덴    | 유럽 국민당 |
| 콘스탄티나 코네바       | 2014            | 불가리아 | 그리스    | 유럽 좌파당 |
| 헨릭 오버가드-니엘센    | 2019            | 덴마크   | 영국      | 무소속      |
| 산드로 고지             | 2019            | 이탈리아 | 프랑스    | 리뉴 유럽   |
| 카롤린 후즈             | 2019            | 벨기에   | 프랑스    | 유럽 녹색당 |
| 크리스티앙 알라흐       | 2019            | 프랑스   | 영국      | EFA         |
| 프레디 벨레리           | 2024            | 알바니아 | 그리스    | 유럽 국민당 |
| 카타리나 비에이라       | 2024            | 포르투갈 | 네덜란드  | 유럽 녹색당 |

## 참관단
유럽 연합에 가입하는 국가는 사전에 다수의 참관인을 의회에 파견하는 것이 관례이다. 참관인의 수와 임명 방법(일반적으로 국가 의회에서 임명)은 EU 가입국의 가입 조약에 규정되어 있다.
참관인은 토론회에 참석하고 초대에 참여할 수 있지만, 선거권 및 공권력을 행사하지 않을 수 있다. 이후 회원국이 정식 회원국이 되면 참관인은 가입 후 다음 유럽 선거까지의 중간 기간 동안 정식 MEP가 된다. 2005년 9월 26일부터 2006년 12월 31일까지 불가리아는 18명의 참관인를 의회에, 루마니아는 35명의 참관인를 보유하고 있었다. 이들은 해당 국가의 의회에서 합의한 대로 정부와 야당에서 선출되었다. 2007년 1월 1일에 가입한 후 참관인은 MEP가 되었다(이후 일부 인사가 변경되었다). 마찬가지로 크로아티아는 2012년 4월 17일부터 12명의 참관인 회원을 보유하고 있으며, 2013년 가입을 준비하기 위해 크로아티아 의회에서 임명했다.

## 같이 보기
- EU참관인
- 유럽 의회에서의 분배
- 유럽 의회
- 현재 유럽 의회 의원 목록

## 참고문헌
This article incorporates text from a free content work.  Licensed under CC BY 4.0. Text taken from How gender balanced will the next European Parliament be?,  Gina Pavone/OBC Transeuropa, EDJNet. 
 This article incorporates text from a free content work.  Licensed under CC BY 4.0. Text taken from EU closes in on target for gender parity in the European Parliament,  Kashyap Raibagi/VoxEurop, EDJNet. 
1. ↑  “Rule 1 in Rules of Procedure of the European Parliament”. Europarl.europa.eu. 1976년 9월 20일. 2019년 12월 10일에 원본 문서에서 보존된 문서. 2011년 11월 28일에 확인함.
2. ↑  “Observer MEPs must squeeze into overcrowded Parliament”. 《POLITICO》 (미국 영어). 2005년 9월 14일. 2022년 8월 28일에 확인함.
3. ↑  “The European Parliament: historical background | Fact Sheets on the European Union | European Parliament”. 《europarl.europa.eu》. 2019년 5월 15일에 확인함.
4. ↑  Mischke, Judith (2019년 1월 21일). “Veteran MEP Elmar Brok says he won't stand in European Parliament election”. 《Politico》. 2024년 5월 28일에 확인함.
5. ↑  Kreppel, Amie (2006). “Understanding the European Parliament from a Federalist Perspective: The Legislatures of the USA and EU Compared” (PDF). Center for European Studies, University of Florida. 2008년 9월 26일에 확인함.
6. ↑  “"What to expect in the 2009–14 European Parliament": Analysis from a leading EU expert”. European Parliament website. 2009. 2010년 2월 10일에 원본 문서에서 보존된 문서. 2010년 2월 17일에 확인함.
7. ↑  “Cohesion rates”. Vote Watch. 2010. 2010년 2월 17일에 확인함.
8. ↑  European Parliament – Work in Session 보관됨 21 9월 2011 - 웨이백 머신 Retrieved 20 May 2010
9. ↑  Indeed, Brussels is de facto the main base of the Parliament, as well as of the Commission (the EU's executive) and the Council (the other legislative chamber). European Parliament in brief. 보관됨 25 11월 2011 - 웨이백 머신 Retrieved 20 May 2010.
10. ↑  “The European Parliament § Future organisation of the European Parliament”. 《EUR-Lex》. A Protocol on the seats of the institutions will be annexed to the various Treaties, confirming the agreement reached at the Edinburgh European Council (December 1992) chaired by John Major and stating that the European Parliament is to have its seat "in Strasbourg where the twelve periods of monthly plenary sessions, including the budget session, shall be held". Any additional plenary sessions are to be held in Brussels, as are the meetings of the various Parliamentary committees. 'The General Secretariat of the European Parliament and its departments shall remain in Luxembourg.'
11. ↑  “Executive Summary 2024 Estimates – European Parliament” (PDF). 2023년 7월 31일에 확인함.
12. ↑  Lungescu, Oana; Matzko, Laszlo (2004년 1월 26일). “Germany blocks MEP pay rises”. 《BBC News》. 2010년 1월 5일에 확인함.
13. ↑  Fresh start with new Members' Statute: The salary – a judgmental question. European Parliament Press Release. 7 January 2009.
14. 1 2  “About | MEPs | European Parliament”. 《www.europarl.europa.eu》 (영어). 2020년 10월 10일에 확인함.
15. ↑  “EP adopts a single statute for MEPs.”.
16. ↑  “EU Parliament Users' Guide Code of Conduct for Members” (PDF). European Parliament. 2016년 12월 21일에 원본 문서 (PDF)에서 보존된 문서. 2017년 3월 6일에 확인함.
17. ↑  조선일보 (2024년 6월 14일). “🌎유럽 의회 좌우하는 여성 정치인 3인방은 누구?”. 2024년 9월 8일에 확인함.
18. ↑  기자, 윤승민 (2014년 9월 12일). “북아일랜드 통합자치정부 첫 총리, 이언 페이즐리 별세”. 2024년 9월 8일에 확인함.
19. ↑  “노벨평화상 존 흄 83세 별세…‘북아일랜드 폭력 종식’”. 2020년 8월 3일. 2024년 9월 8일에 확인함.
20. ↑  Raibagi, Kashyap (2019년 5월 22일). “In parliaments across Europe women face alarming levels of sexism, harassment and violence”. 《VoxEurop/EDJNet》. 2019년 6월 3일에 확인함.
21. ↑  Pavone, Gina (2019년 3월 26일). “How gender balanced will the next European Parliament be?”. 《OBC Transeuropa/EDJNet》. 2019년 6월 10일에 확인함.
22. ↑  Pavone, Gina (2019년 3월 26일). “How gender balanced will the next European Parliament be?”. 《OBC Transeuropa/EDJNet》. 2019년 6월 10일에 확인함.
23. ↑  《Analysis of political parties' and independent candidates' policies for gender balance in the European Parliament after the elections of 2014》. Publications Office of the EU. 2015. ISBN 9789282378700. 2019년 6월 7일에 확인함.
24. ↑  Shreeves, Rosamund; Prpic, Martina; Claros, Eulalia. “Women in politics in the EU” (PDF). European Parliament. 2019년 6월 3일에 확인함.
25. ↑  Raibagi, Kashyap (2019년 7월 10일). “EU closes in on target for gender parity in the European Parliament”. 《VoxEurop/EDJNet》. 2019년 7월 11일에 확인함.
26. ↑  “"유럽 최연소" 21세에 당선된 정치인이 경험 많은 정치인 사이에서 당당하게 이뤄낸 건 한국 정치에도 시사하는 바가 크다”. 2022년 5월 30일. 2024년 9월 8일에 확인함.
27. ↑  “40% of MEPs in EU Parliament are female, new figures show”. 《EUObserver》. 2019년 7월 2일. 2019년 8월 15일에 확인함.
28. ↑  “Meet the European Parliament's youngest ever MEP”. 《BBC News》. 2019년 7월 2일. 2019년 8월 15일에 확인함.
29. ↑  기자, 최민영 (2012년 2월 19일). “나치에 항거 그리스 영웅 “긴축에 반대””. 2024년 9월 8일에 확인함.
30. ↑  1984 to 2004 from: Corbett, R. et al (2007) The European Parliament (7th ed) London, John Harper Publishing. p.21
31. ↑  “Parliament to welcome Croatian "observer" members”. 《European Parliament》. 2019년 7월 2일. 2012년 3월 30일에 확인함.

## 추가 자료
- 유럽 의회 (8판, 2011년, 존 하퍼 출판사), 리처드 코벳, 프랜시스 제이콥스, 마이클 섀클턴 공저.